# Norrtälje fögderi
Norrtälje fögderi avsåg den lokala skattemyndighetens verksamhetsområde, från 1971 omfattande Norrtälje kommun, mellan åren 1967 och 1991. Efter detta år omorganiserades skatteväsendet och fögderierna ersattes av en skattemyndighet för varje län - i detta fall den för Stockholms län. År 2004 gick verksamheten upp i det nybildade Skatteverket.
Norrtälje fögderi föregicks av Mellersta Roslags fögderi och Norra Roslags fögderi.
År 1971 överfördes de områden inom fögderiet som då överförts till Uppsala län till Tierps fögderi och Uppsala fögderi. 

## Ingående områden

### Från 1967
- Häverö landskommun
- Knutby landskommun
- Väddö landskommun
- Östhammars stad
- Norrtälje stad
- Blidö landskommun
- Frötuna landskommun
- Lyhundra landskommun
- Rimbo landskommun
- Roslags-Länna landskommun

### Från 1971
- Norrtälje kommun